# Metelko
Metelko je priimek več znanih Slovencev:
- Alojzij Metelko (1940—2005), agronom in politik
- Franc Serafin Metelko (1789—1860), rimskokatoliški duhovnik, slovničar, pisec in prevajalec šolskih in nabožnih knjig
- Frančišek Metelko (=zgornji?), prevajalec
- Tomaž Metelko, prevajalec